# Erlsbacher Alm
Die Erlsbacher Alm ist eine Alm in der Fraktion Oberrotte der Gemeinde St. Jakob in Defereggen.

## Lage
Die Erlsbacher Alm liegt im Tal des Erlsbach hoch über der Ortschaft Erlsbach. Sie liegt umgeben von den Berggipfeln Am Putzen, Hutner, Alplesspitze, Seespitze und Weitstrahl. Die Almflächen der Erlsbacher Alm umfassen historisch das gesamte obere Erlsbachtal ausgehend von der südlich der Alm gelegenen Waldgrenze und reicht nach Norden in etwa bis zum Unteren der Alplesseen. Die Alm umfasst 405 Hektar.

## Geschichte
Die Erlsbacher Alm soll einst in Besitz der Bauern von Ahornach der heutigen Gemeinde Sand in Taufers in Südtirol gestanden sein, wurde jedoch auf Grund von Unstimmigkeiten zwischen den Besitzer verkauft. Aus dem Jahr 1914 ist überliefert, dass die Alm an den Ballbauern aus Ritzersdorf verkauft worden war, der sie wenig später um den Inflationspreis von 40 Millionen österreichische Kronen an die Tschoggler-Söhne aus Reischach verkaufte. Vom Vater Tschoggler hält sich die Überlieferung, dass er selbst in Notzeiten Mehlsäcke zur Alm schleppte um seine übergewichtigen Ochsen zu mästen.
Die Erlsbacher Alm wurde 1951 von einer Winterlawine zerstört und danach wieder aufgebaut.

## Tourismus
An der Erlsbacher Alm führt der Blumenweg vorbei, der ausgehend von Erlsbach auf markiertem Weg zunächst zur Erlsbacher Alm und danach zur Frelitzalm, Reggnalm und Oberseitalm führt.